# Хвороба Верльгофа
Хвороба Верльгофа (тромбоцитопенічна пурпура ідіопатична або набута) — об'єднана назва групи захворювань, що характеризується зниженням числа тромбоцитів у крові та підвищеною кровоточивістю.
У її розвитку мають значення імунні розлади: зниження числа тромбоцитів зумовлене вкороченням їхнього життя внаслідок наявності антитіл до них або впливу інших причин, що зумовлюють їхній лізис. Не виключають можливість того, що частина випадків виникає через дію герпесвірусу людини 6-го типу, який спричинює відповідну інфекцію.

## Патогенез
Відокремлюють імунну та неімунну тромбоцитопенію.
При імунних формах основою патогенезу є аглютинація тромбоцитів антитілами. Разом з цим, антитіла можуть пригнічувати процес відшнурування кров'яних пластинок мегакаріоцитами кісткового мозку. У цю групу не входять лікарські тромбоцитопенії, при яких антитіла виникають під впливом різних медикаментів.
Причина неімунних форм захворювання може бути пов'язана з дефіцитом «тромбоцитопоетичного фактору», необхідного для диференціювання та відшнурування від мегакаріоцитів тромбоцитів.

## Клінічні ознаки
Хвороба перебігає із загостреннями. Поза ними число тромбоцитів може бути нормальним. Кровоточивість з'являється при зниженні їхнього числа до 40-109/л. Найчастіше відбуваються носові кровотечі, рідше — шлунково-кишкові (мелена, з ясен, гематурія). Кровотечі приводять до розвитку постгеморагічних анемій. При огляді шкіри та слизових оболонок можуть виявлятися петехії та поширені екхімози. Селезінка зазвичай збільшена. Позитивні симптоми "щипка" та джгута, подовжений час кровотечі, порушена ретракція кров'яного згустку.

## Лікування
Лікування складається із заходів, які спрямовані на зменшення проникності судин та пригнічення імунологічних реакцій.
Призначення глюкокортикостероїдних препаратів у середніх дозах з подальшим поступовим зменшенням та тривалим лікуванням підтримувальними дозами.
За відсутності ефекту цього лікування може бути застосовано оперативне видалення селезінки (спленектомія).